# Нижньоозернинська сільська рада (Усть-Пристанський район)
Нижньоозе́рнинська сільська рада (рос. Нижнеозёрнинский сельский совет) — сільське поселення у складі Усть-Пристанського району Алтайського краю Росії.
Адміністративний центр та єдиний населений пункт — село Нижньоозерне.

## Населення
Населення — 591 особа (2019; 756 в 2010, 948 у 2002).